# Warner Bros. Animation
Warner Bros. Animation, Inc. este un studio de animație american care este parte a Warner Bros. Television Group, care este o divizie a Warner Bros., care este o subsidiară a Warner Bros. Discovery și servește ca divizie și etichetă de animație a Warner Bros.
Ca succesor al Warner Bros. Cartoons, care a fost activ între 1933 și 1969, studioul este strâns asociat cu personajele din Looney Tunes și Merrie Melodies, alături de altele. Warner Bros. și-a redeschis studioul de animație în 1980 pentru a produce lucrări conexe cu Looney Tunes, iar Turner Broadcasting System a fuzionat cu predecesorul WBD Time Warner în 1996. În martie 2001, Hanna-Barbera a fost absorbit în studio.
Warner Bros. Animation se concentrează în principal pe producerea de seriale și filme bazate pe alte proprietăți deținute de Warner Bros., inclusiv cele de la Turner Entertainment (care deține drepturile asupra personajelor create original de studioul de animație MGM), Hanna-Barbera, Ruby-Spears și DC Entertainment.

## Istorie

### 1970–1986: Restabilirea studioului
Studioul original Warner Bros. Cartoons, alături de toate diviziile de producție de scurtmetraje ale Warner Bros., și-a închis porțile pe 10 octombrie 1969 datorită costurilor crescânde și veniturilor reduse din producția de scurtmetraje. Companii de animație din afară au fost angajate să producă animații noi Looney Tunes pentru speciale de televiziune și reclame la intervale neregulate. În 1975, angajatul Warner Bros. Cartoons Chuck Jones a început să producă o serie de speciale Looney Tunes la studioul său de animație Chuck Jones Productions, cu primul fiind Carnival of the Animals. Aceste speciale, și un film retrospectiv din 1975 intitulat Bugs Bunny: Superstar (distribuit de United Artists, proprietarul anterior al librăriei pre-1950 a Warner Bros.) a condus la Jones producând The Bugs Bunny/Road Runner Movie pentru Warner Bros. în 1979. Acest film a îmbinat scurtmetrajele clasice Looney Tunes/Merrie Melodies cu învelișuri nou produse cu Bugs Bunny prezentând fiecare desen. Warner Bros. a răspuns la succesul acestui prin redeschiderea studioului său de animație.
Warner Bros. Animation a fost deschis în 15 martie 1980 pentru a produce filme de compilație și speciale de televiziune cu personajele din Looney Tunes. Șeful inițial al studioului a fost Hal Geer, care fusese editor de efecte sonore la studioul original în ultimele sale zile, și mai târziu i s-a alăturat Friz Freleng, care a plecat de la DePatie-Freleng (care a devenit Marvel Productions după ce a fost vândut la Marvel Comics), și s-a întors la Warner ca producător executiv. Noile învelișuri pentru Bugs Bunny - Filmul (1981), Bugs Bunny's 3rd Movie: 1001 Rabbit Tales (1982) și Filmul lui Daffy Duck: Insula fantastică (1983) au avut scene de la un nou personal al Warner Bros. Animation, alcătuit în principal din veterani ai erei de aur a desenelor WB, inclusiv scenariștii John Dunn și Dave Detiege.
În 1986, Freleng a părăsit studioul, și Hal Geer a plecat de asemenea în următorul an. Geer a fost înlocuit pentru o scurtă vreme de Stephen S. Greene, care la rândul lui a fost înlocuit de fosta secretară a lui Freleng  Kathleen Helppie-Shipley, care avea să conducă reînvierea majoră a mărcii Looney Tunes în anii care au urmat. Studioul a continuat producția de proiecte speciale cu personajele Looney Tunes, producând sporadic noi scurtmetraje Looney Tunes/Merrie Melodies pentru cinematografe ca The Duxorcist (1985), The Night of the Living Duck (1988), Box-Office Bunny (1990) și Carrotblanca (1995). Majoritatea din scurtmetraje, și de asemenea noi scene din filmul de compilație Aventurile lui Daffy Duck (care a inclus The Duxorcist) a fost regizat de Greg Ford și Terry Lennon, și de asemenea Darell Van Citters.

### 1986–1998: Mutarea spre animație televizată
Începând din 1986, Warner Bros. s-a mutat la producția regulată de seriale animate de televiziune. Divizia de televiziune a Warner Bros. Animation a fost fondată de președinta companiei Jean MacCurdy, care a adus pe producătorul Tom Ruegger și mulți din personalul sau de la serialul Hanna-Barbera Un cățel numit Scooby-Doo (1988–1991). Un studio pentru divizia de televiziune a fost stabilit în turnul de birouri din Imperial Bank Building adiacent cu Sherman Oaks Galleria la nord-vest de Los Angeles. Darrell Van Citters, care lucra la Disney, a lucrat la scurtmetraje noi cu Bugs Bunny, înainte să plece în 1992 ca să formeze Renegade Animation. Primul serial animat original de televiziune a fost Micii poznași (1990–1992) care a fost realizat în asociere cu Amblin Television, compania lui Steven Spielberg înrudită cu Amblin Entertainment, și a prezentat personaje tinere de desene animate bazate pe staruri specifice Looney Tunes, și a fost un succes. Următoarele seriale de televiziune Amblin/Warner Bros., inclusiv Animaniacii (1993–1998), spin-off-ul său Pinky and the Brain (1995–1998) și Freakazoid! (1995–1997), au continuat tradiția Looney Tunes de umor animat.
Warner Bros. Animation a început să facă și seriale bazate pe personaje din benzi desenate deținute de compania soră DC Comics. Aceste seriale, inclusiv Batman: Serialul de Animație (1992–1995), Superman: Seria animată (1996–2000), Noile Aventuri cu Batman (1997–1999), Batman din viitor (1999–2001), Șocul Static (2000–2004) și Liga Dreptății/Liga Dreptății fără limite (2001–2006), au fost populare atât printre copii cât și printre adulți. Aceste seriale fac parte din Universul de animație DC. Batman: Masca fantomei, un film bazat pe Batman: Serialul de animație, a fost produs în 1993 și lansat la cinematografe, fiind inițial realizat pentru piața direct-pe-video. A fost lăudat de critici dar a eșuat la box office, însă a devenit un succes comercial prin lansări ulterioare pe video la domiciliu. În 2003, Warner Bros. Television Animation a fost împăturit și ulterior fuzionat în Warner Bros. Animation.

### 1990–2004: Eforturi în animație cinematografică
În timpul renașterii animației la începutul anilor 1990, Warner Bros. a distribuit primele sale filme de animație: The Nutcracker Prince în 1990, care este o producție canadiană bazată pe povestea clasică de E. T. A. Hoffman The Nutcracker and the Mouse King, și Rover Dangerfield în 1991, al cărui personaj principal este un câine a cărui înfățișare și maniere sunt inspirate de actorul Rodney Dangerfield. Ambele filme au primit recenzii mixte și negative respectiv și au subperformat la box office. Trei ani mai târziu după lansarea lui Rodney Dangerfield, Warner a distribuit filmul lui Don Bluth Degețica, care de asemenea a primit recenzii mixte și a subperformat la box office.
În același an, Warner Bros., la fel ca multe alte studiouri din Hollywood, s-a mutat la animație cinematografică urmând succesului filmului de la Walt Disney Feature Animation Regele Leu. Max Howard, un lucrător la Disney, a fost adus să conducă noua divizie, care a fost stabilită în Sherman Oaks aproape de studioul de televiziune în Glendale din apropiere. Turner Feature Animation, mai târziu fuzionat și numit Warner Bros. Feature Animation, la fel ca toate studiourile de animație cinematografică în casă, s-a dovedit a fi o aventură fără succes, cu patru din cele cinci filme ale sale subperformând în timpul lansarilor lor originale la cinematografe datorită lipsei de marketing.
Primul film al Warner Bros. Feature Animation a fost Meciul secolului (1996), un film live-action/animat hibrid, în rolurile principale fiind Bugs Bunny și Michael Jordan (Jordan a apărut anterior cu personajele Looney Tunes într-un număr de reclame Nike). Filmul a prezentat secvențe live-action regizate de Joe Pytka și secvențe de animație regizate de Bruce W. Smith și Tony Cervone. Meciul secolului a primit recenzii mixte de la critici dar a fost un succes la box-office. Producția de animație a filmului a fost lucrată în principal la noul studio din Sherman Oaks, totuși mult din lucru a fost externalizat la alte studiouri de animație în jurul lumii.
Înainte de succesul filmului Meciul secolului, un studio operat de Turner Entertainment care s-a desprins din Hanna-Barbera a început să lucreze la propriile sale filme. Primul a fost Stăpânul cărților, un film de fantezie cu secvențe live-action regizate de Joe Johnston și secvențe de animație regizate de Maurice Hunt, prezentând pe Macaulay Culkin și Christopher Lloyd în rolurile principale, cu secvențele live-action servind drept suporturi pentru povestea filmului. Lansat de 20th Century Fox, filmul a subperformat la box office și a fost primit cu răceală de critici în timpul lansării sale la Crăciunul lui 1994. După fuzionarea între Turner și compania părinte a Warner Bros. Time Warner, Turner Feature Animation și-a completat al doilea și ultimul film, Un pisoi la Hollywood (1997), regizat de Mark Dindal, care a fost primit cu căldură din partea criticilor și a audienței dar a subperformat la box office datorită lipsei de marketing. Totuși, în timpul lansării filmului, Turner Feature Animation fuzionase cu Warner Bros. Feature Animation și majoritatea personalului a fost transferat din studioul respectiv.
În următorul an, următorul său film, Sabia magică (1998), a trecut prin dificultăți de producție și a primit de asemenea recenzii mixte de la critici. Totuși, coloana sa sonoră (printre care unul din cântece, The Prayer) a primit niște laude și premii, inclusiv o nominalizare la Oscar și câștigând la Globurile de Aur.
Al treilea film de la Warner Bros. Feature Animation, Uriașul de fier (1999) de Brad Bird, a avut parte de o recepție aclamatoare universală de la critici și audiență. Totuși, a subperformat la box office datorită lipsei de marketing din partea lui Warner Bros.
Următorul film al studioului, Osmosis Jones (2001), a fost un alt film cu un mix de live-action/animație care a suferit prin încă o producție tumultoasă. De data aceasta, secvențele de animație, care au fost regizate de Tom Sito și Piet Kroon, au fost completate cu mult înainte de filmarea secvențelor live-action, care au fost regizate de frații Peter și Bobby Farrelly cu Bill Murray în rolul principal. Filmul rezultat a avut o recepție mixtă din partea criticilor și a subperformat, dar a fost un succes destul de mare pe video la domiciliu pentru ca departamentul Warner Bros. Television Animation să producă un serial de animație bazat pe film, Ozzy și Drix (2002–2004), pentru blocul Kids' WB al canalului The WB.
Urmând lansării filmelor Uriașul de fier și Osmosis Jones, personalul de animație cinematografică a fost redus, și întregul personal de animație – atât de televiziune, cât și cinematografic – a fost mutat la facilitatea mai largă din Sherman Oaks.
Ultimul proiect al Warner Bros. Feature Animation a fost Looney Tunes: Noi aventuri (2003), încă un film live-action/animat cu secvențe live-action regizate de Joe Dante și secvențe de animație regizate de Eric Goldberg. A fost plănuit să fie un punct de plecare pentru o restabilire a mărcilor de desene clasice, inclusiv o serie planificată de noi scurtmetraje Looney Tunes produse de scenaristul și producătorul filmului Larry Doyle. După ce Noi aventuri a primit recenzii mixte spre pozitive de la critici și a subperformat la box office, producția de noi scurtmetraje a fost oprită, iar Warner Bros. Feature Animation a fost împăturit și fuzionat în Warner Bros. Animation în 2004. Acesta a fost de asemenea ultimul film cinematografic Looney Tunes pentru aproape două decenii până la Space Jam: O nouă eră (2021).

### 1996–2019: Achiziții de librării și alte eforturi
Compania părinte a Warner, Time Warner, s-a fuzionat cu Turner Broadcasting System în 1996, nu numai recăpătând drepturile la scurtmetrajele Looney Tunes și Merrie Melodies vândute anterior dar a mai luat încă două studiouri de animație: Turner Feature Animation și Hanna-Barbera. Turner Feature Animation a fost împăturit imediat în Warner Bros. Feature Animation, iar Hanna-Barbera a fuzionat sub Warner Bros. Animation însuși. Până în 1998, Hanna-Barbera a operat în lotul sau original la 3400 Cahuenga Boulevard în Hollywood, California, fiind unul dintre ultimele studiouri de "nume mare" cu un cod poștal la Hollywood. Operațiunile studioului, arhivele și colecția sa extensivă de artă animată au fost apoi mutate în nord-vest la Sherman Oaks. Hanna-Barbera a ocupat un spațiu în turnul de birouri adiacent cu Sherman Oaks Gallery alături de Warner Bros. Animation.
Urmând morții lui William Hanna în 2001, Warner a preluat controlul complet la producția de proprietăți înrudite cu H-B ca Scooby-Doo, producând o serie de filme direct-pe-video și două seriale noi: Ce e nou, Scooby-Doo? (2002–2006) și Shaggy și Scooby-Doo fac echipă (2006–2008). Fuziunea cu Turner a mai dat acces lui WB și la librăria din pre-mai 1986 a Metro-Goldwyn-Mayer, care a inclus librăria sa de desene animate clasice (inclusiv personaje ca Tom și Jerry – create original de duo-ul H-B –, Droopy, Barney Bear, Screwy Squirrel și George and Junior). De atunci WBA a coprodus cu Turner Entertainment o serie de filme direct-pe-video și seriale noi cu Tom și Jerry. De asemenea, WBA a coprodus cu MTV Animation serialul de animație pentru adulți 3 South pentru canalul MTV.
Serialele produse de Hanna-Barbera pentru Cartoon Network înainte și în timpul fuziunii Time Warner/Turner și-au mutat producția la Cartoon Network Studios, o companie soră cu Warner Bros. Animation. WBA a produs majoritatea serialelor de pe blocul Kids' WB difuzat inițial pe The WB și la final pe The CW până la 24 mai 2008. Aceste seriale includ Misterele lui Sylvester și Tweety, Mucha Lucha, Confruntarea Xiaolin, Lunaticii dezlănțuiți, Povești cu Tom și Jerry și Legion of Super Heroes. Până în 2007, studioul a fost redus semnificativ față de dimensiunea sa la sfârșitul anilor 1990. Warner Bros. a redus studioul mai mult în iunie, a închis studioul din Sherman Oaks și a mutat Warner Bros. Animation la Warner Bros. Ranch în Burbank, California. În 2008, după terminarea blocului Kids' WB, Warner Bros. Animation a devenit aproape dormant, cu singurul său serial în producție pe atunci fiind Batman: Neînfricat și cutezător.
Pentru a extinde prezența de conținut online a companiei, Warner Bros. Animation a lansat site-ul web KidsWB.com (anunțat inițial ca T-Works) pe 28 aprilie 2008, cuprinzând personajele și librăriile de animație deținute de Warner Bros. alături de jocuri video și altele. Site-ul a fost închis la 17 mai 2015.
Pe 30 iulie 2010, Coyote Falls, un desen 3D cu Road Runner și Coiotul Wile E., a fost lansat, fiind prima oară când WB Animation a produs scurtmetraje lansate la cinematografe de la The Karate Guard (ultimul scurtmetraj Tom și Jerry de acest fel) din 2005 și prima oară când studioul a folosit animație pe computer și stereoscopică 3D. Două scurtmetraje cu aceleași personaje au urmat în decursul anului, intitulate Fur of Flying și Rabid Rider. Pe 8 iulie 2011, încă trei scurtmetraje au fost anunțate: I Tawt I Taw a Puddy Tat cu Sylvester, Tweety și Buni, lansat cu Mumble dansează din nou; Daffy's Rhapsody cu Daffy Duck și Elmer Fudd, lansat cu Călătoria 2: Insula misterioasă; și Flash in the Pain cu Road Runner și Coiotul Wile E., lansat la Festivalul Internațional de Animație Annecy. Toate cele șase scurtmetraje au fost regizate de Matthew O'Callaghan și au fost animate la Reel FX Creative Studios.
În 2014, Warner Bros. Animation a colaborat pentru prima oară cu studioul soră Williams Street pentru serialul Mike Tyson Mysteries pe Adult Swim, care satirizează stilul și convențiile desenelor din anii 1970 ca Scooby-Doo și serialelor conduse de celebrități ca Mister T. Tot în acest an, WBA a produs specialul stop-motion de Crăciun Elf: Buddy's Magical Christmas, bazat pe filmul din 2003 de la New Line Cinema Elful, pentru postul de televiziune NBC.

### 2019–prezent: Reconstruire cu animație
Pe 4 martie 2019, Warner Bros. Animation, Cartoon Network Studios și Williams Street s-au mutat la unitatea Warner Bros. Global Kids, Young Adults and Classics a Warner Bros., cu Tom Ascheim conducând ca președinte, fiind parte a unei restructurări a WarnerMedia, compania părinte a Warner Bros.
În 2020, WBA a început să producă seriale pentru serviciul de streaming HBO Max (mai târziu Max) începând cu Lumea Looney Tunes. De asemenea, a început să reia relația cu Amblin Television, care s-a terminat la finalul anilor 1990, începând cu un revival al Animaniacii pe Hulu.
Pe 10 august 2021, Jason DeMarco a fost numit ca vicepreședinte senior de anime și seriale de acțiune/lungmetraj pentru Warner Bros. Animation și Cartoon Network Studios.
Pe 11 mai 2022, ca urmare a fuziunii între WarnerMedia și Discovery, Inc. în Warner Bros. Discovery, unitatea Warner Bros. Global Kids, Young Adults and Classics a fost dizolvată, cu Tom Ascheim părăsind compania ca rezultat, iar Warner Bros. Animation, alături de Cartoon Network Studios și Williams Street, au fost toate mutate sub Warner Bros. Television Studios. Departamentele de dezvoltare și producție ale WBA și CNS s-au fuzionat apoi pe 11 octombrie 2022 ca parte a unei restructurări ulterioare de WBD, neafectând însă mărcile sau producțiile niciunui studio.